# 843

## Události
- Synové císaře Ludvíka I. Pobožného Lothar I., Ludvík II. Němec a Karel II. Holý uzavřeli smlouvu ve Verdunu, jíž si rozdělili vládu ve Franské říši. Toto dělení položilo základy středověkému francouzskému a německému království.
- Kenneth MacAlpin, vůdce Skotů, se stává i vůdcem Piktů – tím pokládá základ království Alba, zhruba dnešního Skotska.
- Konec obrazoborectví v Byzanci.
- Franská říše rozdělena na tři části.

## Úmrtí
- 19./23. dubna – Judita Bavorská, manželka franského krále a císaře Ludvíka I. (* 795/805)
- Landulf I. z Capuje

## Hlavy státu
- Velkomoravská říše – Mojmír I.
- Papež – Řehoř IV.
- Anglie – Wessex a Kent – Ethelwulf
- Skotské království – Kenneth I.
- Northumbrie – Æthlered II.
- Mercie – Béorhtwulf
- Východní Anglie – Aethelweard
- Irsko – Nial Caille
- Franská říše – Lothar I. Franský
- Východofranská říše – Ludvík Němec
- Západofranská říše – Karel Holý
- Itálie – Lothar I.
- První bulharská říše – Presjan
- Byzanc – Michael III.
- Svatá říše římská – Lothar I. Franský
- Cordobský emirát – Abd-ar-Rahman II.
- Asturie – Ramiro I.